# Platymantis pseudodorsalis
Platymantis pseudodorsalis är en groddjursart som beskrevs av Brown, Alcala och Arvin Diesmos 1999. Platymantis pseudodorsalis ingår i släktet Platymantis och familjen Ceratobatrachidae. IUCN kategoriserar arten globalt som sårbar. Inga underarter finns listade i Catalogue of Life.